# جرج کولوریس
جرج کولوریس (انگلیسی: George Coulouris؛ ۱ اکتبر ۱۹۰۳ – ۲۵ آوریل ۱۹۸۹) یک هنرپیشه اهل بریتانیا بود. وی بین سال‌های ۱۹۲۶ تا ۱۹۸۵ میلادی فعالیت می‌کرد.

## فیلم‌شناسی
- همشهری کین
- پرتقال کوکی
- زنگ‌ها برای که به صدا در می‌آیند
- پاپیون
- شاه شاهان
- تماشای راین
- آقای اسکفینگتون
- مرگ گیاهان
- همه اینها به اضافه بهشت
- ژاندارک
- مالر
- این زمین مال من است
- کالیفرنیا
- دجال
- قتل در قطار سریع‌السیر شرق
- حکم
- بسته غیرمنتظره